# HD 32820
HD 32820，又名CD-41 1690，SAO 217153、HR 1651，是一颗恒星，视星等为6.31，位于銀經246.33，銀緯-37.15，其B1900.0坐标为赤經5h 0m 42.2s，赤緯-41° -37.15′ 17″。